# Bolitoglossa conanti
Bolitoglossa conanti é uma espécie de anfíbio caudado pertencente à família Plethodontidae, sub-família Plethodontinae.